# Клебанов, Игорь Семёнович
И́горь Семёнович Клебано́в (род. 27 сентября 1946, Москва) — советский и российский кинооператор и педагог. Народный артист Российской Федерации (2006).

## Биография
Игорь Семёнович Клебанов родился 27 сентября 1946 года в Москве в семье писателя, редактора киностудии имени М. Горького Семёна Семёновича Клебанова. В 14 лет начал работать учеником фотолаборанта фотоцеха киностудии Горького, разводил проявители. Потом стал фотографом. В 1963 году поступил на операторский факультет ВГИКа, где занимался в мастерской Л. В. Косматова. Во ВГИКе Клебанов учился в одно время с Никитой Михалковым, и именно Клебанов был оператором первого этюда Михалкова «Девочка и вещи» (1967), а затем и диплома «А я уезжаю домой…». После окончания ВГИКа в 1968 году Игорь Клебанов начал работать на киностудии имени М. Горького и вскоре стал одним из ведущих операторов этой киностудии. Игорь Клебанов снял более тридцати фильмов. Неоднократно сотрудничал с такими режиссёрами, как Владимир Грамматиков, Борис Григорьев, Владимир Фокин, Павел Чухрай и Тигран Кеосаян.
Как режиссёр и оператор он также работает в жанре музыкального клипа (в том числе «Нас не догонят» группы «Тату») и рекламы.
С 1989 года Игорь Клебанов преподаёт во ВГИКе, профессор кафедры кинооператорского мастерства (2003). С 1989 по 1994 год руководил Экспериментальной мастерской режиссёров и операторов кино- и видеофильма.
В 1996—2018 годах был президентом Гильдии кинооператоров России.
Член R.G.C. в IMAGO.
Президент Премии киноизобразительного искусства «Белый квадрат» (2004—2018 годы).
Член Правления Союза кинематографистов России.
Член Российской Академии кинематографических искусств «Ника».

## Общественная позиция
В марте 2014 года Клебанов поддержал аннексию Крыма, подписал письмо президенту России Владимиру Путину в поддержку аннексии.

## Фильмография

### Оператор
- 1967 — «Девочка и вещи», к/м, реж. Никита Михалков
- 1968 — «А я уезжаю домой…», к/м, реж. Никита Михалков
- 1968 — «Деревенский детектив», реж. Иван Лукинский
- 1973 — «Юнга Северного флота», реж. Владимир Роговой
- 1975 — «Шторм на суше», реж. Э.Бочаров
- 1976 — «Тайфун, фас!», реж. Владимир Грамматиков
- 1977 — «Риск — благородное дело», реж. Яков Сегель
- 1978 — «Кузнечик», реж. Борис Григорьев
- 1980 — «Петровка, 38», реж. Борис Григорьев
- 1980 — «Огарёва, 6», реж. Борис Григорьев
- 1981 — «Руки вверх!», реж. Владимир Грамматиков
- 1984 — «ТАСС уполномочен заявить…», реж. Владимир Фокин
- 1986 — «Капабланка», реж. Мануэль Эррера
- 1987 — «Клиника», реж. С. Глушенко
- 1988 — «Пусть я умру, Господи», реж. Борис Григорьев
- 1990 — «Бес в ребро», реж. Борис Григорьев
- 1991 — «За что?», совместно с Е. Давыдовым, реж. Илья Гурин
- 1995 — «Век писателей»
- 1996 — «Дела смешные, дела семейные», реж. Тигран Кеосаян
- 1996 — «Научная секция пилотов», реж. Андрей И
- 1997 — «Мытарь», реж. Олег Фомин
- 1997 — «Турнир теней»
- 1999 — «Загадки „Ревизора“»
- 1999 — «Янки — Сталину»
- 2000 — «Царевна-лягушка», реж. Борис Бланк, Виктор Рябов
- 2001 — «Дикарка», реж. Юрий Павлов
- 2001 — «Займёмся любовью», реж. Денис Евстигнеев
- 2002 — «Превращение», реж. Владимир Фокин
- 2002 — «Юнона и Авось» (видеоверсия спектакля Марка Захарова)
- 2004 — «Водитель для Веры», реж. Павел Чухрай
- 2005 — «Убойная сила 6» — в серии «Контрольная закупка»
- 2006 — «Заяц над бездной», реж. Тигран Кеосаян
- 2006 — «Парк советского периода», реж. Юлий Гусман
- 2006 — «Три полуграции», реж. Давид Кеосаян
- 2007 — «Трое и Снежинка», реж. Павел Бардин, Мгер Мкртчян
- 2008 — «Мираж», реж. Тигран Кеосаян
- 2009 — «Двойная пропажа», реж. Валерий Лонской
- 2010 — «Гаражи» — в сериях «Развод по-русски», «Последний угон», «Жених из Бердичева», «Любовники поневоле»
- 2010 — «Робинзон» (часть 1), реж. Сергей Бобров
- 2012 — «Ялта-45», реж. Тигран Кеосаян
- 2012 — «Соло на саксофоне», реж. Александр Кириенко
- 2012 — «Три товарища», реж. Тигран Кеосаян
- 2012 — «Уравнение любви», реж. Рауф Кубаев
- 2013 — «Море. Горы. Керамзит», реж. Тигран Кеосаян
- 2014 — «Живые», к/м, реж. Яна Климова-Юсупова
- 2015 — «12 месяцев. Новая сказка», реж. Денис Елеонский
- 2015 — «Рожденная звездой», реж. Марат Ким, Владимир Шевельков
- 2017 — «Холодное танго», реж. Павел Чухрай
- 2018 — «Крымский мост. Сделано с любовью!», реж. Тигран Кеосаян

### Актёр
- 1994 — «Контраданс»
- 2013 — «Море. Горы. Керамзит» — камео

## Награды и номинации
- 1984 — Премия КГБ СССР в области литературы и искусства за телевизионный фильм «ТАСС уполномочен заявить»
- 1990 — Заслуженный деятель искусств РСФСР (29 марта 1990 года) — за заслуги в области советского искусства[4]
- 1996 — Премия за лучшую операторскую работу на фестивале «Киношок» в Анапе, фильм «Научная секция пилотов»
- 1997 — Премия «Ника» — За лучшую операторскую работу, фильм «Научная секция пилотов»
- 1998 — Премия «Золотой овен» — За лучшую операторскую работу, фильм «Мытарь»
- 2002 — Номинация на премию «Ника» за «Лучшую операторскую работу», фильм «Превращение»
- 2004 — Номинация на премию киноизобразительного искусства «Белый квадрат», фильм «Превращение»
- 2005 — Номинация на премию киноизобразительного искусства «Белый квадрат», фильм «Водитель для Веры»
- 2006 — Номинация «Лучшая операторская работа» национальной кинематографической Премии «Ника», фильм «Заяц над бездной»
- 2006 — Народный артист Российской Федерации (16 октября 2006 года) — за большие заслуги в области искусства[5]
- 2009 — Премия киноизобразительного искусства «Белый квадрат», фильм «Мираж»
- 2013 — Орден Дружбы (15 апреля 2013 года) — за большие заслуги в развитии отечественной культуры и искусства, многолетнюю плодотворную деятельность[6]
- 2018 — Номинация на премию киноизобразительного искусства «Белый квадрат» (фильм «Холодное танго»)
- 2018 — Приз за лучшую операторскую работу на кинофестивале «Литература и кино» в Гатчине (фильм «Холодное танго»)[7]
- 2018 — Приз за лучшую операторскую работу на Первом открытом фестивале популярных киножанров «Хрустальный источникъ» (Ессентуки) (фильм «Холодное танго»)[8][9]
- 2019 — Премия киноизобразительного искусства «Белый квадрат» Гильдии кинооператоров России — «За вклад в операторское искусство» имени Сергея Урусевского[10]
- 2019 — Орден Почёта (23 августа 2019 года) — за большой вклад в развитие отечественной культуры и искусства, многолетнюю плодотворную деятельность[11]